# Munster van Herford
De Munster van Herford (Duits: Herforder Münster) is de oudste en grootste kerk van de Westfaalse hanzestad Herford. Samen met twee andere historische kerkgebouwen, de Sint-Johanneskerk en Sint-Jacobikerk, vormt de munsterkerk de protestantse kerkgemeente van de schilderachtige binnenstad van Herford.

## Geschiedenis
In het jaar 789 richtte een Saksische edelman met de naam Waltger op zijn grondgebied, te midden van een nog heidense omgeving, een gemeenschap op ter ere van de Maagd Maria. Hiermee werd het begin van zowel de kerk als de stad gemarkeerd. De eerste kerk betrof een houten gebouw, maar in de jaren '20 van de 9e eeuw werden de houten gebouwen van het klooster en de kerk vervangen door stenen gebouwen. Van deze oude kloosterkerk bevinden zich nog resten onder de huidige kerk. Nadat het klooster onder bescherming van Lodewijk de Vrome werd gesteld nam het belang van het stift aanzienlijk toe. In het jaar 860 ontving de abdis Hedwig de relieken van de heilige Pussina als geschenk, een zeer godsvruchtige vrouw die in de latere jaren van haar leven in de buurt van Châlons-en-Champagne in afzondering leefde, later lokaal als heilige werd vereerd en tot de reformatie de schutspatroon van de stad Herford was. In de 9e eeuw werd de kerk vergroot tot een drieschepige basiliek. Nadat de Hongaren het stift overvielen en in brand staken, volgde in de eerste helft van de 10e eeuw de herbouw van de kerk, die in de 13e eeuw door de huidige munsterkerk werd vervangen.
Sinds de secularisatie bevindt de kerk zich in het bezit van de stad Herford, die sindsdien dus ook verplicht is om het gebouw te onderhouden.
In de Tweede Wereldoorlog leed de kerk slechts geringe schade. Sinds 1981 valt het kerkgebouw onder monumentenzorg.

## Het stift
Het vroegere damesstift strekte zich ooit uit van de Alte Markt over het terrein van het huidige raadhuis tot het Stephansplatz, waar sinds opgravingen de gereconstrueerde fundamenten van de kruisgang worden gemarkeerd. Ook de Wolderuskapel staat op het gebied van het voormalige stift. In de kapel ligt volgens de legende de heilige Waltger († 825) begraven. De eenvoudige zaalkerk werd in 1735 opgericht en wordt sinds 1962 door de Grieks-orthodoxe gemeente gebruikt.

## De bouw
Het eerste ontwerp van rond 1220 voorzag in een drieschepige basiliek volgens het oude voorbeeld. Maar voor de voltooiing omstreeks 1250 werd dit veranderd en zo ontstond de eerste grote hallenkerk van Duitsland en tegenwoordig nog altijd de grootste hallenkerk van Westfalen. De munsterkerk is een drieschepige hallenkerk, de enige in de laatromaanse stijlvormen, met een dwarsschip en een koor dat vroeger in de kerk door een in ± 1870 gesloopt doksaal werd afgesloten.

## Het zevenzonnenvenster

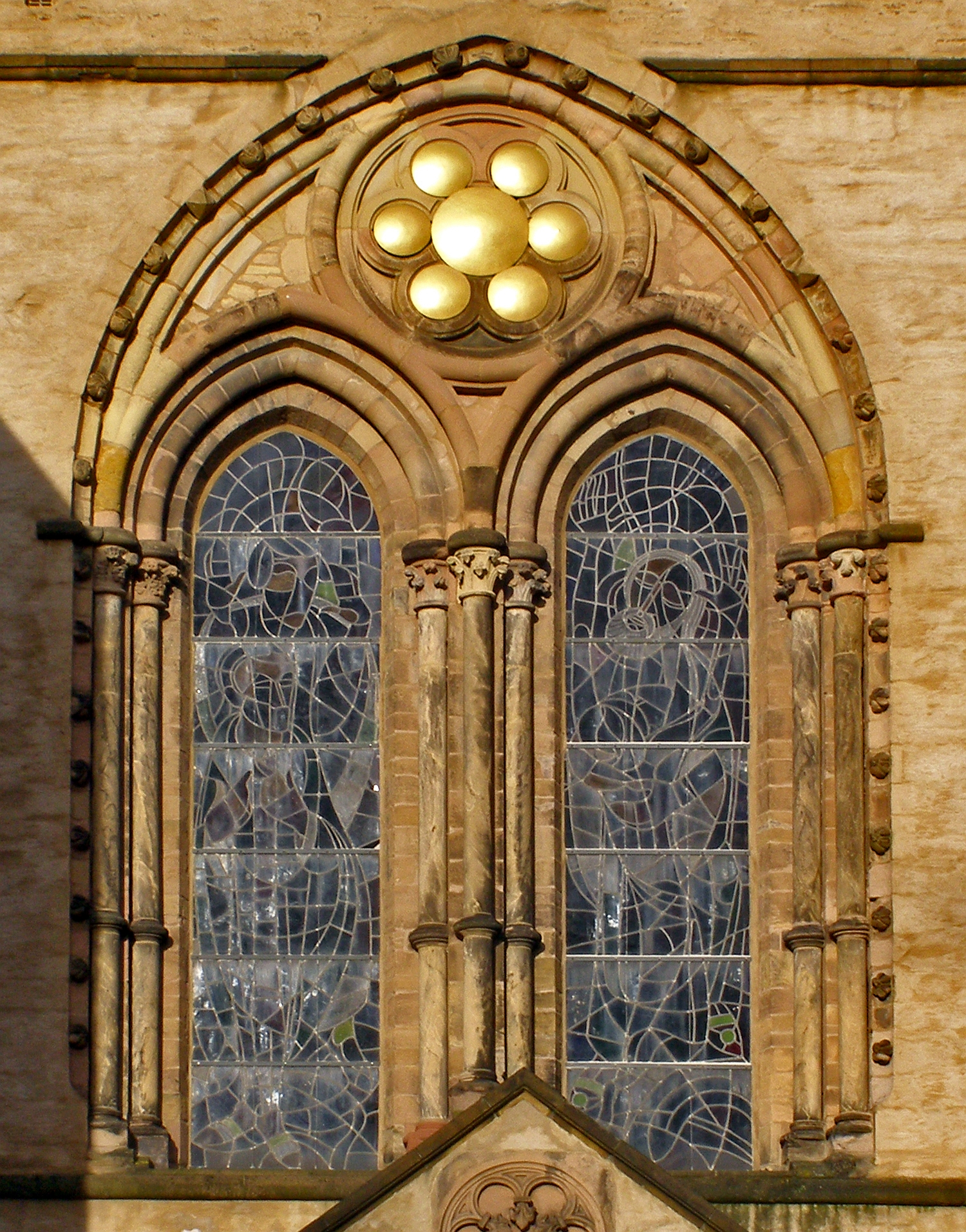
Zevenzonnenvenster

Boven het portaal aan de zuidelijke kant van de kerk zijn zeven vergulde zonnen aangebracht. Volgens een legende zou de abdis van Herford omstreeks het jaar 1000 op de daar staande kerk een grotere stiftskerk willen bouwen. Nadat men vaststelde dat de bodem voor nieuwbouw veel te drassig was, smeekten de abdis en de nonnen vervolgens de Maagd Maria om hulp. De volgende dag verschenen er zeven zonnen aan de hemel die in korte tijd de grond droogden, zodat men met de bouw van de nieuwe kerk kon beginnen. Ter herinnering aan dit wonder bracht men boven het venster de zeven vergulde zonnen aan. In de middeleeuwse beeldspraak wordt met het moeras het heidendom bedoeld en de zonnen staan dan voor Christus en de aan Herford gerelateerde heiligen Maria, Pussina, Waltger, Oswald, Kiliaan en Burchard.
Een tweede verklaring voor het zonnenteken is dat zich op de plaats van de kerk ooit een hofstede bevond, dat het "Huis van de Zeven Zonnen" genoemd werd. Ook zou het een voorstelling kunnen betreffen van de plejaden, een oeroud germaans symbool. Aan veel karolingische en Ottoonse kerken vindt men symbolen die verwijzen naar voorchristelijke symboliek.

## Het interieur
Aan de zuilen, bogen, vensters en vooral de kapitelen valt de stilistische ontwikkeling tijdens de bouw goed af te lezen. In het oosten zijn de kapitelen nog duidelijk romaans, terwijl de kapitelen van het kerkschip en het zuidelijk transept met blad- en knopmotieven zijn versierd. Van de opkomende gotiek getuigen ook enkele rijke maaswerkvensters. Het doopvont in de crypte-achtige ruimte uit het jaar 1490 met reliëfs van heiligen aan de voet en scènes uit de Bijbel op de kelk is het belangrijkste kunstwerk van de kerk. In de Pussinakapel bevindt zich een muurschildering van de heilige Kiliaan, Maria, Pusinna und Burkhard
Het zuidelijk venster met het thema de barmhartige Samaritaan werd in 1953 door de bekende glasschilder Erhardt Klonk (1898–1984) uit Marburg gemaakt.
Op de orgels van de munsterkerk worden 's zomers regelmatig orgelconcerten gegeven. In de munster bevinden zich in totaal vijf orgels: een hoofdorgel op de westelijke galerij, een zwaluwnestorgel en drie orgelpositieven.

## Klokken

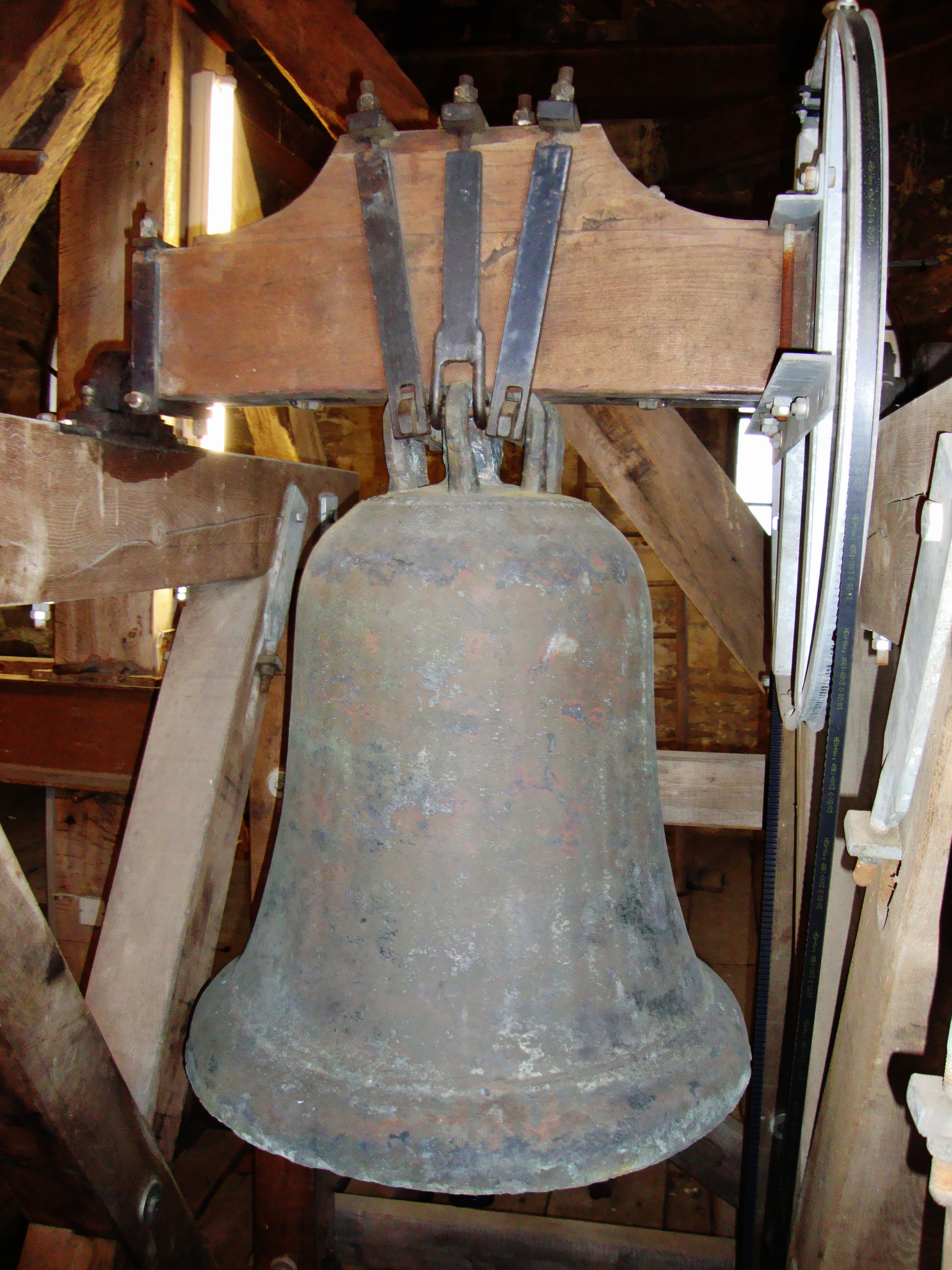
De zogenaamde Calandklok uit circa 1200

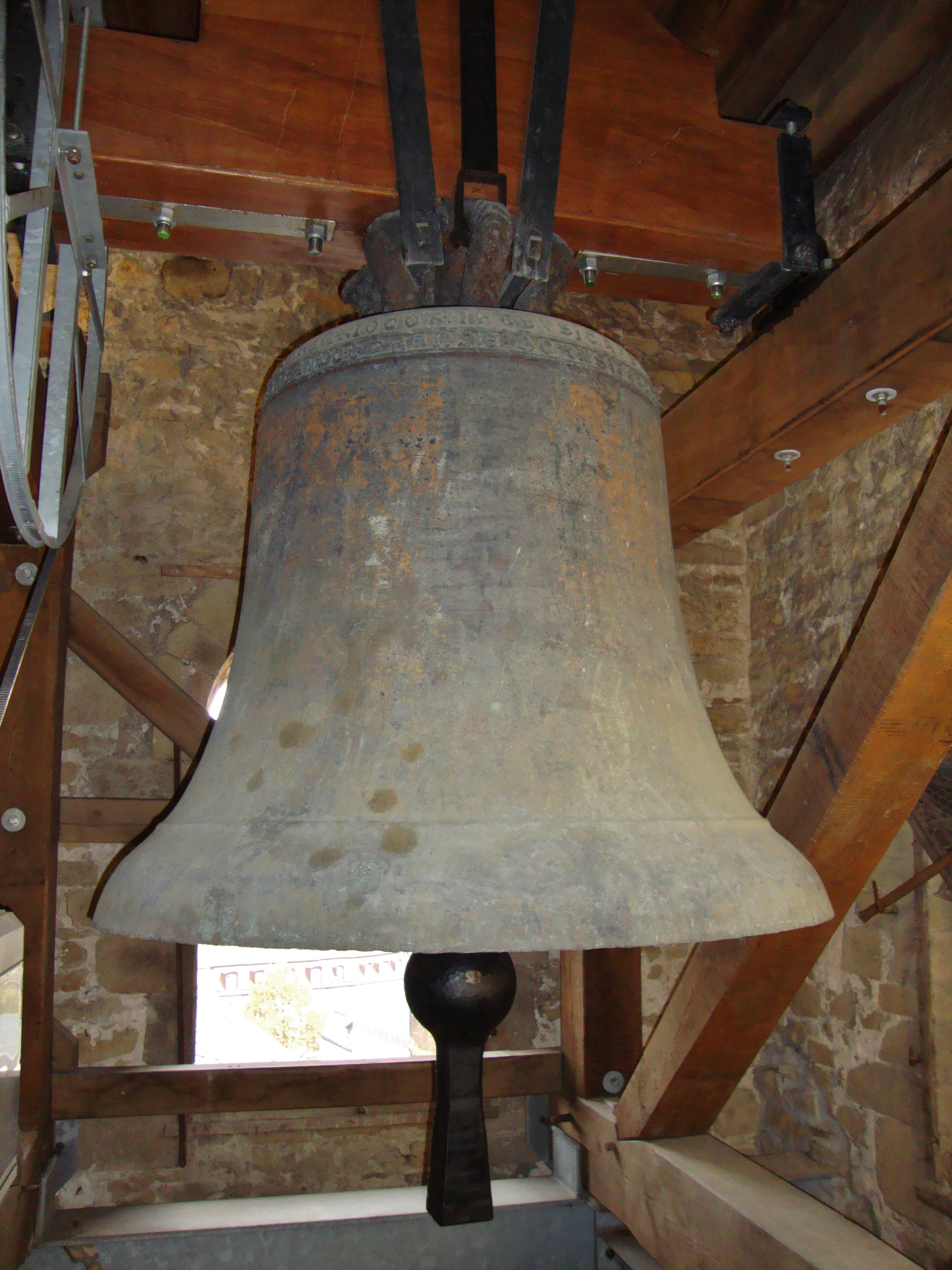
De Gloriosa uit circa 1300

In de toren hangen in totaal elf klokken. Enkele klokken zijn zeer oud en het klokkenbestand behoort tot de meest waardevolle verzamelingen klokken van een protestantse kerk in Duitsland.
| Nr. | Naam                       | Slagtoon (HT)-1/16) | Gietjaar | Gieter                  | Gewicht (kg) | Ø (mm) |
| 1   | Opstandingsklok            | c1 0–1–             | 1956     | Klokkengieterij Rincker | 2.587        | 1.645  |
| 2   | Gloriosa                   | es1 +7–             | ± 1300   | onbekend                | 2.430        | 1.477  |
| 3   | Benedicta (Sacramentsklok) | e1 0–5              | ± 1300   | onbekend                | 1.980        | 1.390  |
| 4   | Mariaklok (Predikingklok)  | f1 0–9              | 1444     | onbekend                | 1.130        | 1.263  |
| 5   | Kroon des Levensklok       | as1 –3              | 1956     | Klokkengieterij Rincker | 816          | 1.077  |
| 6   | Liefde-klok                | b1 0–1              | 2001     | Klokkengieterij Bachert | 687          | 961    |
| 7   | Doopklok                   | c2 0–1–             | 2001     | Klokkengieterij Bachert | 524          | 880    |
| 8   | Calandklok                 | es2/e2              | ± 1200   | onbekend                | 250          | 704    |
| 9   | Ave-Maria- of Pusinnaklok  | g2 0–1              | 15. Jh.  | onbekend                | 200          | 608    |
| 10  | Sanctusklok                | b2 0+2              | 2001     | Klokkengieterij Bachert | 93           | 493    |
| 11  | Godlof-klok                | c3 0–1              | 2001     | Klokkengieterij Bachert | 62           | 433    |